# Azar Habib
Azar Habib, عازار حبيب, född 28 november 1945, i Marjayoûn i Libanon, död 15 november 2007, var en libanesisk musiker, sångare och låtskrivare. Vid fyra års ålder flyttade han med sina föräldrar till Beirut. Habib är mest känd för sina kärlekssånger och för att blanda traditionell arabisk musik med modern västerländsk pop.
Azar Habib avled 2007 av en hjärtattack.

## Internetfenomen
År 2000 blev Azar Habib känd i Sverige med låtarna "Amm Tekbar L'farha" och "Miin Ma Kenti" från 1981 års album "Ya Malaki" som spreds över internet under de försvenskade namnen "Ansiktsburk" och "Hatten är din". Dessa utgjorde grunden för internetfenomenet Turkhits.

## Diskografi (i urval)
- 1979 - Nana
- 1981 - Buzuk
- 1981 - Ya Malaki
- 1984 - A Jbin Al Leyl
- 1985 - Min Gadid
- 1986 - Baddek Zaafe